# جين بورنس
جين بورنس (بالإنجليزية: Gene Burns)‏ هو مقدم برامج إذاعية وسياسي أمريكي، ولد في 3 ديسمبر 1940 في هورنيل في الولايات المتحدة، وتوفي في 25 مايو 2013 في سان فرانسيسكو في الولايات المتحدة. نشط حزبياً في الحزب الديمقراطي.

## وصلات خارجية
- جين بورنس على موقع إن إن دي بي (الإنجليزية)